# Ben Chaplin
Ben Chaplin (născut Benedict John Greenwood), (n. 31 iulie 1969), este un actor englez.

## Biografie
Ben Chaplin, pe numele său întreg Benedict John Greenwood, este un actor britanic. S-a născut la Londra. Mama sa, Cyntia, este profesoară de teatru universal, iar tatăl său, Peter Greenwood este inginer. Ben este cel mai mic copil al familiei Chaplin, avându-le ca surori pe Sarah și Rachel și un frate, Justin. Numele de Chaplin este al mamei sale, care nu a vrut să preia numele soțului său Greenwood. A crescut în Windsor, iar studiile și le-a făcut la Hurtwood House. La vârsta de 17 ani s-a înscris la Conservatorul de Muzică și Artă Dramatică. După ce și-a terminat studiile s-a mutat la Londra, unde s-a angajat la teatru. Între munca de statistician pentru Autoritatea de Transport, treburile religioase, Ben și-a început cariera de actor cu roluri în serialele de televiziune ale BBC și lungemtrajele britanice. James Ivory și Ismail Merchant l-au distribuit ca servitor în pelicula Rămășițele zilei. A intrat în atenția publicului odată cu rolul Matthew Malone din prima serie a sitcomului „Game On”. După ce a părăsit această distribuție, iar rolul său i-a revenit lui Neil Stuke, a jucat în mai multe filme printre care „The Truth About Cats and Dogs”, „The Thin Red Line”, „Murder By Numbers”, „The Touch with Michelle Yeoh”, „Birthday Girl” sau „Dorian Gray” din 2009. În acest timp nu a părăsit scena, fiind distribuit în spectacolul This Is How It Goes, după piesa lui Neil LaBute. Pentru rolul din The Retreat from Moscow a fost nominalizat pentru Cel mai bun actor într-un rol principal la premiile Tony, iar pentru prestația sa din Menajeria de sticlă a fost nominalizat la premiile Olivier.

## Filmografie
- The Remains of the Day (1993)
- Feast of July (1995)
- The Truth About Cats & Dogs (1996)
- Washington Square (1997)
- The Thin Red Line (1998)
- Lost Souls (2000)
- Birthday Girl (2001)
- Murder by Numbers (2002)
- The Touch (2002)
- Stage Beauty (2004)
- Chromophobia (2005)
- The New World (2005)
- Two Weeks (2006)
- The Water Horse: Legend of the Deep (2007)
- Me and Orson Welles (2009)
- Dorian Gray (2009)
- London Boulevard (2010)
- Ways to Live Forever (2010)
- Mad Dogs (2011)
- Twixt (2011)
- World Without End (2012)
- Dates (2013)
- The Wipers Times (2013)
- The Secrets (2014)
- Cinderella (2015)